# Luís Alves de Lima e Silva

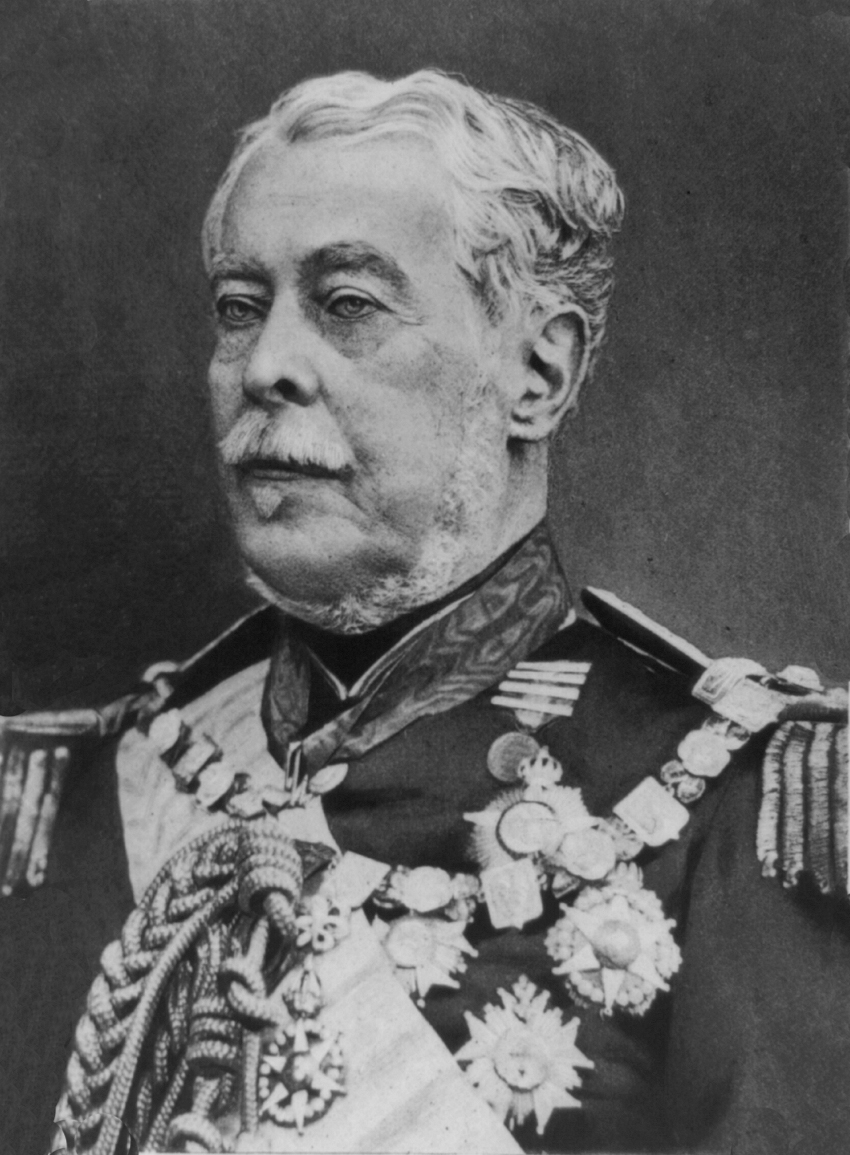
Luís Alves de Lima e Silva (1878)

Luís Alves de Lima e Silva, Herzog von Caxias, bekannt als portugiesisch Duque de Caxias, (* 25. August 1803 in Rio de Janeiro; † 8. Mai 1880 ebenda) war ein brasilianischer Marschall und Politiker.

## Leben
Luís Alves de Lima e Silva wurde als Sohn des späteren Prinzregenten Francisco de Lima e Silva und der Mariana Cândido de Oliveira Belo im Kapitanat Rio de Janeiro auf einer Fazenda in Porto do Estrela, dem heutigen Duque de Caxias, geboren.
1823 beteiligte sich Lima am brasilianischen Unabhängigkeitskampf gegen Portugal. In den 1840er Jahren war er maßgeblich an der Niederschlagung republikanischer Aufstände beteiligt. 1851 war er als Oberbefehlshaber der brasilianischen Armee im Uruguayischen Bürgerkrieg. Er errang große Erfolge gegen Rosas, den Diktator von Argentinien, den er bei Montevideo und Caseros besiegte. Hierfür wurde er zum Marschall und Marquis ernannt.
Nachdem er 1857 und 1861/1862 Kriegsminister und Ministerpräsident gewesen war, erhielt er 1867 den Oberbefehl über die Armeen Brasiliens, Argentiniens und Uruguays im Kampf gegen Paraguay. Nach lang andauernden Kämpfen gelang es ihm Anfang 1869, die Hauptstadt Asunción einzunehmen. Kurze Zeit darauf musste er jedoch den Oberbefehl – angeblich aus Gesundheitsgründen – an den Grafen von Eu, Schwiegersohn des brasilianischen Kaisers Don Pedro II., abgeben.

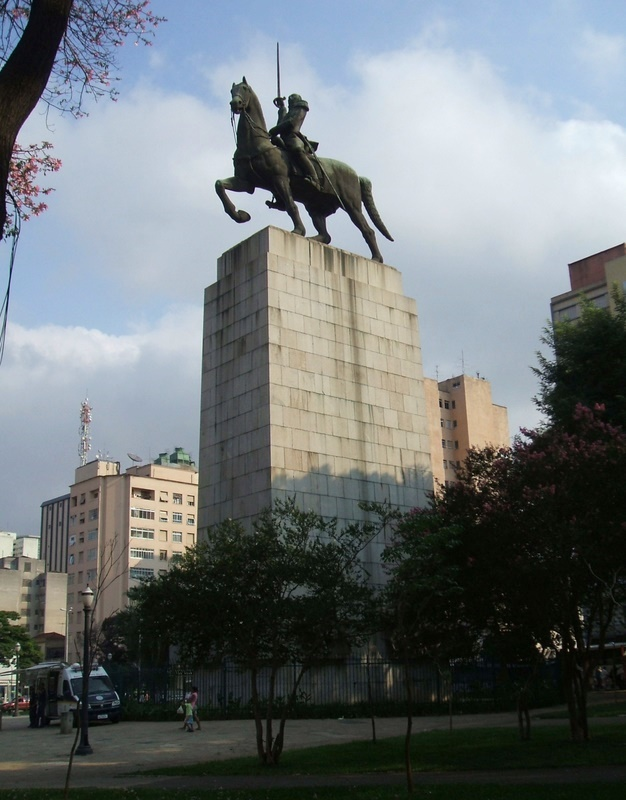
Denkmal für den Herzog von Caxias in São Paulo von Victor Brecheret

Alves de Lima wurde zum Herzog erhoben und 1873 zum Vizepräsidenten des höchsten Militärtribunals ernannt. Am 25. Juni 1875 übernahm er wieder den Vorsitz des Kriegsministeriums, trat aber im Januar 1878 zurück.
Luis Alvez de Lima starb am 8. Mai 1880 in Rio de Janeiro. Historiker wie Nelson Werneck Sodré sehen ihn als den bedeutendsten brasilianischen Militärführer und bedeutenden Politiker an.
Lima war Mitglied des Bundes der Freimaurer.

## Auszeichnungen
Zu seinen zahlreichen Auszeichnungen gehörte das Großkreuz des Kaiserlichen Ordens vom Kreuz. Auch in Uruguay und Paraguay wurde er für seine militärischen Erfolge gegen Argentinien ausgezeichnet.